# 熊本市交通局1350形電車
熊本市交通局1350形電車（くまもとしこうつうきょく1350がたでんしゃ）は、熊本市交通局（熊本市電）に在籍する路面電車車両である。1960年（昭和35年）に350形として導入され、ワンマン運転対応改造の際に1350形に改められた。

## 概要
350形、後の1350形は、熊本市交通局が1960年（昭和35年）に導入した車両である。導入数は6両 (351 - 356)。同年秋の第15回国民体育大会（熊本国体）開催に伴う輸送力増強を目的としたもので、1949年（昭和24年）導入の120形から数えて熊本市電では10形式目となるボギー車であり、この増備でボギー車は計50両となった。
メーカーは東洋工機で、メーカーが同じ一つ前の200形（ワンマン化後の1200形）に類似する。「350形」という形式名は一つ前の形式の数字から大きく離れているが、これは当時の交通局長の意向で本形式から導入年を形式名とすると決定したためである（つまり350形は昭和35年導入の意）。本形式以降の車両増備は中古車の購入によって行われた（380形グループおよび5000形）ことから、本形式に続く新造車導入は22年後、8200形を導入した1982年（昭和57年）のことである。
熊本市電におけるワンマン運転の拡大に伴い、1966年（昭和41年）から翌年にかけてワンマンカー改造工事が順次施工された。施工に際し200形（→1200形）同様に原番号に1000を加えた1350形 (1351 - 1356) へと変更されている。
1970年代前半にかけて実施された路線縮小（2系統（現A系統）と3系統（現B系統）以外の路線廃止）後も全車残存し、加えて1978年（昭和53年）から翌年にかけて全車に冷房設備の設置も行われた。廃車はなく、2018年4月1日現在6両とも熊本市交通局に在籍する。

## 構造

### 車体
1350形は半鋼製・低床構造のボギー車である。全長は12.0メートル、最大幅は2.3056メートル、高さは車体高さ3.1466メートル・パンタグラフ折畳み高さ3.805メートル。自重は15.3トン、冷暖房設置後は16.4トンである。これらの数字はすべて1200形（旧200形）と一致する。車体塗装については下記#車体塗装の変遷にて別途記す。

#### 車体前面
車体前面（妻面）は、中央に幅広の大型窓を配する3枚窓のスタイルである。原型では前面窓は3枚とも上下に分かれた2段窓であった。中央窓は固定窓の下部に横長の可動部を設けるという200形（→1200形）から始まった形状が踏襲されたが、両脇の窓は上部固定・下部上昇式であったものを本形式ではアルミサッシにより上下とも稼働できるものに変更されている。
窓や窓回りは、ワンマンカー改造工事の際のワイパー設置や可動式バックミラー設置をはじめ、製造後の改良が多数あり形状が変化している。まず中央窓については、1999年時点で1352号を除いて固定一枚窓になっており、その1352号も2004年時点では同様の窓になっているのが確認できる。一方、両脇の窓については、正面から見て右上の窓にあるバックミラー用小型ワイパーの取付位置が内寄りか外寄りかで違いがある（1351号・1352号・1356号は内寄り、1353 - 1355号は外寄り）、小型ワイパー設置の窓と同様に左上の窓もHゴム支持の固定窓に改造した車両がある（1351号・1355号）、両脇の窓を1枚固定窓に変えた車両がある（1356号）、という具合に車両によって形状に差が生じている。

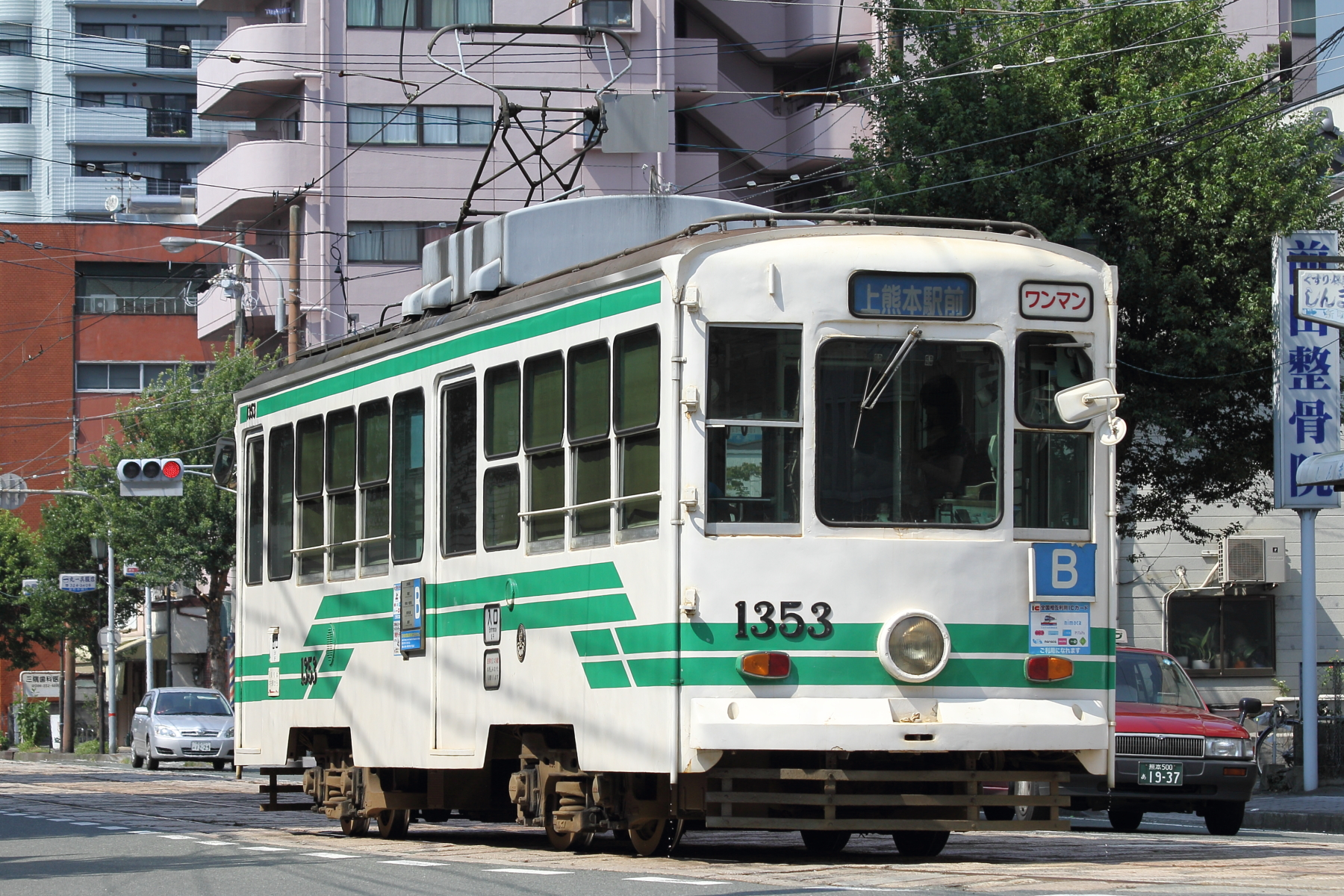
1353号
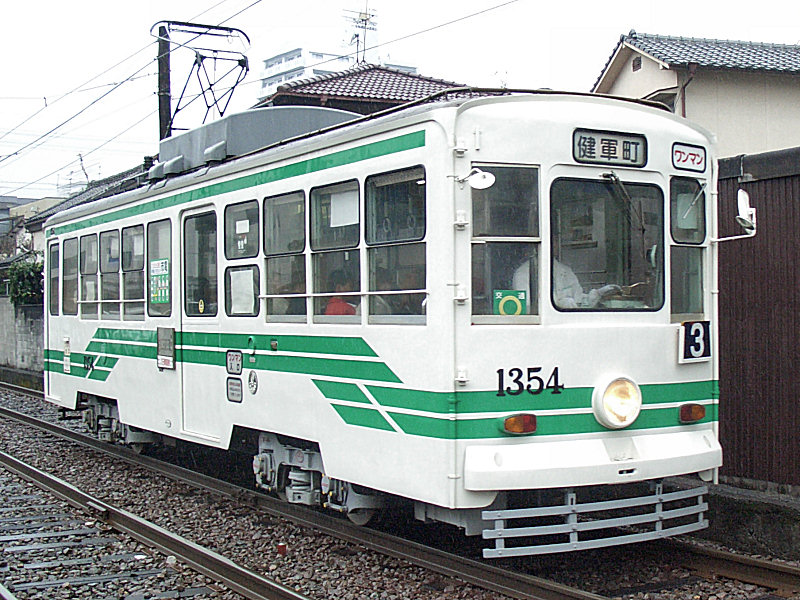
1354号
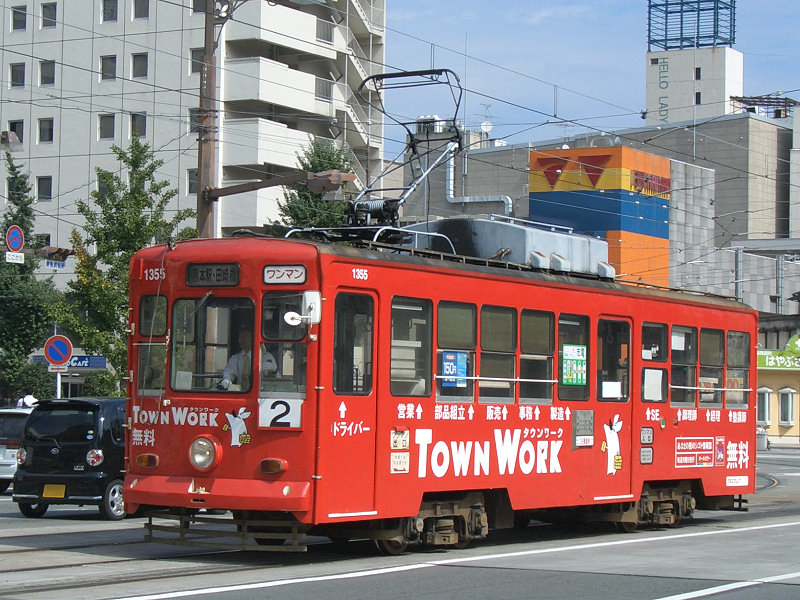
1355号
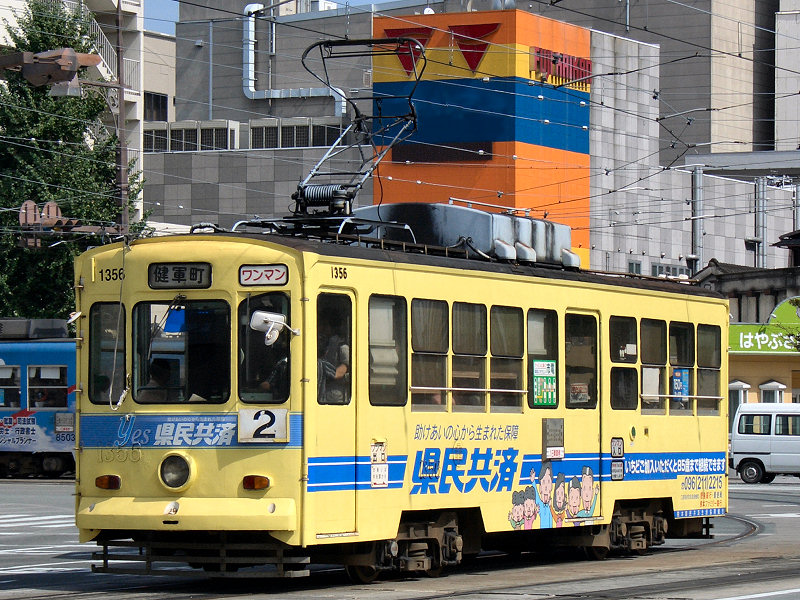
1356号

前照灯は窓下中央部に配置。尾灯については原型では200形と同様に窓上両端に横長のものが取り付けられていたが、ワンマンカー改造の際に窓下、前照灯両脇に下ろされた。このとき設置された尾灯は停止灯と一体となったもので、改造当時に広く利用されていたバス用尾灯・方向指示器の部品を転用したものである。方向幕は新造時より中央窓上に配置する。

#### 車体側面
側面の客室扉は片側2か所ずつ、計4か所に設置。配置は左右非対称（点対称）で、進行方向に向かって左側では車体前方と中央部後寄り、右側では中央部前寄りと後方になる。熊本市電では標準のドア配置であり、ワンマン運転時は中扉が乗車口、前扉が降車口となる（後乗り前降り）。扉の幅は前後の扉が85.0センチメートル、中央の扉が109.0センチメートル。
側面窓はドア間に5枚ずつ、その反対側に4枚ずつの配置である（側面窓配置＝D5D4）。窓は2か所の戸袋窓と車掌台部分の窓を除いて上下に分かれた2段窓で、上段は固定だが下部が上に開く。窓の形状は188形（→1090形）から採用された上段Hゴム支持、下段アルミサッシの仕様を踏襲する。車掌台部分の窓は中扉右手がそれで、上下2段に分かれ上段はさらに左右に2分割されており、上段左側が横開きに開閉可能であった。この機構は本形式だけのもので、車掌が乗務しなくなった後も維持されたが、1999年時点で1352号を除いて固定2段窓になっており、その1352号も2004年時点では同様の窓になっているのが確認できる。
車掌台部分の窓上には方向幕が設置されていたが、ワンマンカー改造時に廃止された。

#### 車内

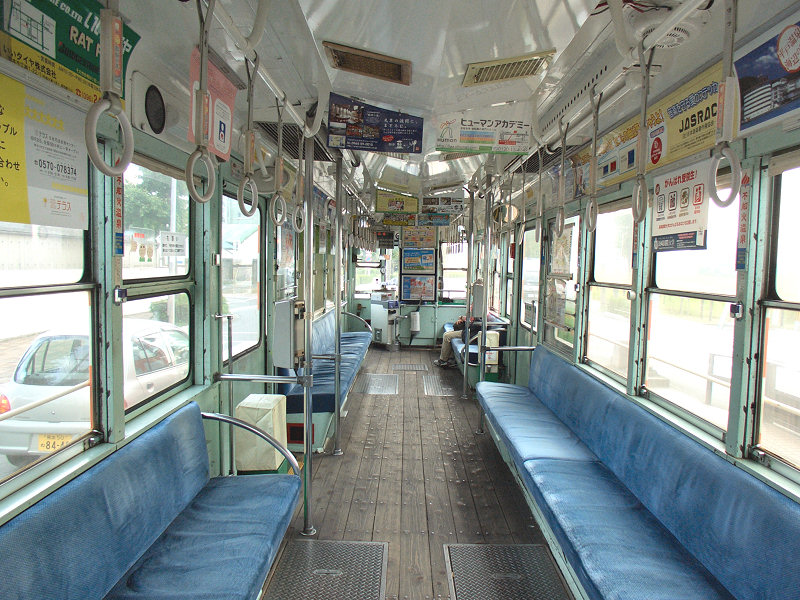
車内の様子（1353号）

客室は最大幅2.064メートル、長さ9.88メートルである。
車内の座席は左右ともロングシートで、扉間に長さ3.75メートルの座席を、その反対側に長さ2.98メートルの座席を配置する。車内照明は新造時より蛍光灯を用いる。
定員は元は座席28人・立席42人の計70人であったが、ワンマンカーへの改造で座席32人・立席40人の計72人となり、さらに1978年（昭和53年）6月の定員変更で座席32人・立席37人の計69人に減少した。

### 主要機器

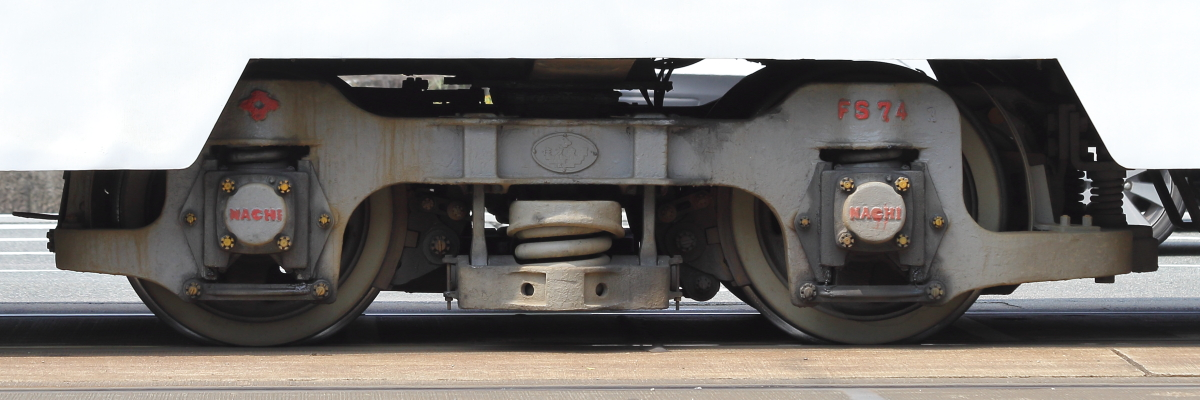
FS-74形台車（1356号）
写真左手が運転台側。右手の動軸と台車枠端梁に主電動機を吊り掛ける。

本形式が装着する台車は2種類あり、1351 - 1353号の3両が近畿車輛製KD-201形、1354 - 1356号の3両が住友金属工業製FS-74形を履く。前者は1200形の半数、後者は1200形の残り半分と1090形の全車も履く。先に登場した住友金属工業FS-74形は熊本市電向けに開発された台車ではあるが、当時同社が他の事業者にも広く納入していた、上下の揺れ枕に挟む枕ばねにコイルばねを用い、軸箱支持方式には軸ばね式を採用する、という形態の台車の一つである。近畿車輛製KD-201形も別メーカーの台車だが要目は同じ。両形式とも軸距は1,400ミリメートル、車輪径は660ミリメートル。台車設置の基礎ブレーキ装置は片押し式踏面ブレーキを採用し、1台車につき1個、従軸側にブレーキシリンダーを設ける。
主電動機は出力38キロワットの東洋電機製造製SS-50形を1両につき2基設置する。この電動機は当時の標準軌路面電車用標準電動機（直流直巻電動機）で、その主要諸元は電圧600ボルト・電流73アンペア・回転数820rpmである。歯車比は59:14で、駆動は吊り掛け駆動方式による。

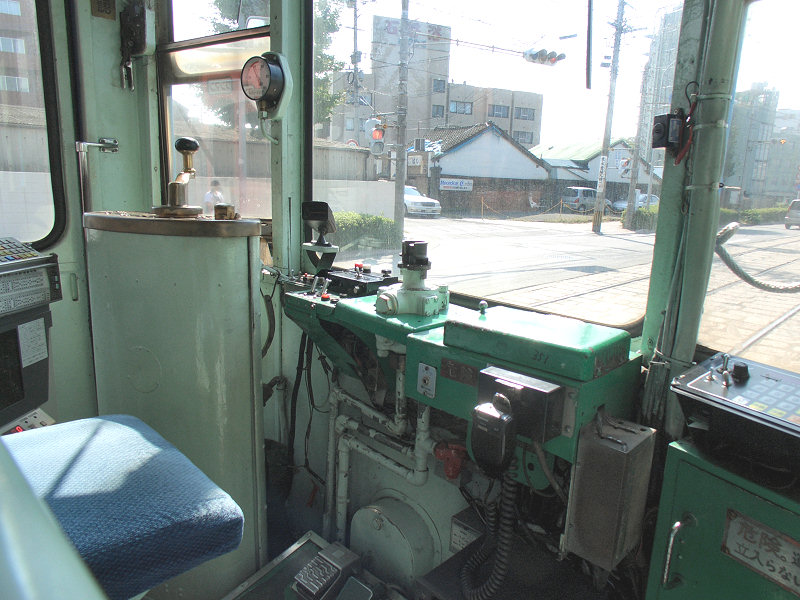
運転台（1351号）
左手にDB1-K4形直接制御器、中央部にブレーキ弁。

制御器は東洋電機製造製の直接制御器DB1-K4形を設置。制御方式は直並列組合せ制御であり、制御器のノッチは直列4ノッチ・並列4ノッチ・制動7ノッチとなっている。ブレーキ装置は日本エヤーブレーキ製のSM3直通ブレーキを搭載する。ブレーキ弁はごく一般的なPV-3形を用いる。
これらの主電動機・制御器・ブレーキ装置の仕様は1950年導入の1050形から本形式に至るまでの各形式で共通する。
集電装置は新造時、188形（→1090形）から採用された菱形パンタグラフを使用していた。東洋電機製造製のPT-34B形という形式であったが、故障が多く、一部はビューゲルに取り換えられた。その後ワンマンカー改造の際にZ型パンタグラフへと変更されている。なお、このZ型パンタグラフは車体中央側を向いて折りたたまれるのが標準であるが、1352号のみ逆向きに取り付けられており、外側に折りたたまれる。また新造時は屋根上にガーランド型ベンチレーターが8個取り付けられていた。

## 改造

### ワンマンカー改造
熊本市電では、1966年（昭和41年）2月より1000形（旧・大阪市電901形）を用いてワンマン運転が開始された。以後、1000形に準ずるワンマンカーへの改造工事が既存車両に対して進められ、200形（改造後1200形）に続いて本形式にも施工された。改造期間は1966年10月から翌1967年（昭和42年）7月にかけてで、改造後は旧番号に1000を足した番号へと変更されている（350形351 - 356 → 1350形1351 - 1356）。
在来車に対するワンマンカー改造は交通局で施工されたものと北九州の九州車輌で施工されたものがあるが、本形式は全車交通局で施工された。改造内容は前述の尾灯の変更、ワイパー・可動式バックミラー取り付け、集電装置の取り替えのほか、前面のワンマン表示窓設置、側面の入口・出口表示やスピーカーの設置、車体塗装変更、車内の降車合図ボタン設置などである。運賃箱は施工前の1966年8月に当時在籍の全車両に取り付けられていた。
ワンマン運転方式は、運転開始当初は料金前払いの前乗り・後乗り方式であったが、他形式と同様に1966年11月から後払い制の後乗り・前降り方式に変更された。また1976年（昭和51年）10月の運賃改定で運賃制度が均一制から対距離区間制に改められ、整理券方式が採用された（その後2007年10月に均一運賃制に復帰）。この対距離運賃制時代には車内に整理券発行器や運賃表示器が備えられていた。

### 冷暖房設置改造
熊本市電では利用客の減少から3度にわたって路線が廃止され、一時は全廃計画まで立てられたが、一転して存続が決まると利用促進に向けた積極投資が続けられた。その代表的なものが冷房化であり、1978年（昭和53年）から1980年（昭和55年）までの3年間でほとんどの車両に冷房装置が搭載された。
一般的な鉄道車両の冷房装置は交流電源のモーターを使用するため直流の架線電源を交流に変換する補助電源装置を必要とするが、路面電車車両の場合には設置スペースや重量の増加、あるいは価格の面で問題があるため、熊本市電では富士電機へ開発を依頼し、同社が新開発した架線電源直流600ボルトで稼働する冷房装置を設置することとなった。本形式に対する冷房化施工は1978年または翌1979年（昭和54年）で、6両ともFAD2225-2形集中式冷房装置（冷房能力2万5,000キロカロリー毎時）が設置されている。
冷房に続き熊本市電では1979年1月以降、座席下に電熱式暖房装置を設置する車両も順次登場したが、この暖房設置改造も本形式では6両全車に行われている。

### 系統板設置工事と重大インシデント
時期は不詳であるが、電車の正面に系統板を設置するための改造が施された。
2024年1月から2月にかけて、1353号車のドアが走行中に開いてしまう事案が複数回発生。同年3月1日、運輸安全委員会は重大インシデントと判断、鉄道事故調査官を派遣して現地調査が行われた。この結果、1353号車のドアを開閉するコードが車両内部で損傷していることを発見。熊本市交通局は、系統板設置工事で車両に穴を開けた際にドリルで傷つけていた可能性が高いとする内容を発表した。

### 車両の延命化対策（予定）
1200形及び当形式を対象に、2022年度から2027年度にかけて実施予定の改造。2025年3月現在、当形式では1351号および1355号、1356号に施工済。
主なものとして、冷房装置を直流冷房機から交流冷房機へ更新しSIVを屋根上に装備、冷房風道取替、屋根補修を主にした車体補修、窓枠を強化ガラス対応のものに取替、前照灯及び室内灯のLED化があげられる。2024年度施工の1351号以降は、前面のワンマン表示窓の撤去、側面の入口・出口表示の撤去と入口・出口案内プレートおよび足元灯の設置、正面の車番表記の移設も同時に実施されている。1355号は改修直後の2025年3月の構内試運転中、上熊本車庫内の壁に衝突、健軍方の前面を破損し修理されたことから、前面の帯テープの貼り付け方が他車と異なっている。

### 1990年代以降の他形式と共通の改造

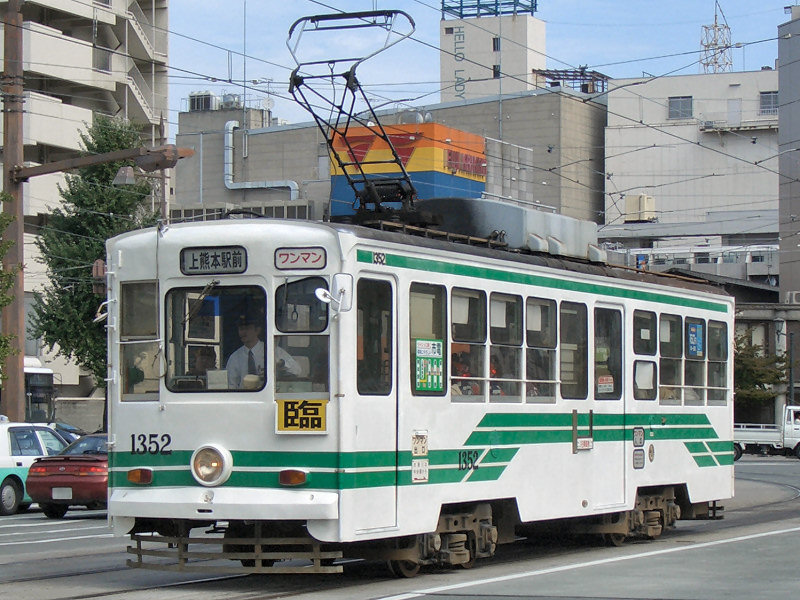
方向幕更新前の1352号（2006年）

1990年代施工の改造には、1991年（平成3年）4月からの列車無線導入に伴う機器設置、1998年（平成10年）3月からの乗車カード「TO熊カード」導入に伴う乗降口へのカードリーダー設置がある。
2000年代以降の改造には以下のものがある。
- 常時記録型ドライブレコーダー設置 - 2010年度（平成22年度）施工[30]。
- 方向幕更新 - 2011年（平成23年）3月の系統名変更ならびにラインカラー設定に伴う。A系統が赤、B系統が青、その他臨時系統が黄色とされそれぞれ色付き方向幕に変更[22]。
- ICカードリーダー設置 - 2014年（平成26年）3月のICカード乗車券「でんでんnimoca」導入に伴う[31]。
- 市電車両リフレッシュ事業[32] - 2012年度（平成24年度）より本形式を含む旧型半鋼製車22両を対象に[33]、2015年度（平成27年度）までの4年計画で改修が行われた。内容は乗降口ステップ嵩上げ、内外装の再塗装、シート・床の張替えなどからなる。
- 接近警告音声装置の設置 - 2018年（平成30年）頃から、右折等で軌道敷内に進入する自動車との衝突事故が相次ぎ、警笛（電子ホーン）を過剰に鳴らすのを嫌う形で、その案内に代わる新たな接近警告策として実施されたもの。2020年から1090形等での実証実験を経て、2022年度から本格的に採用され全車に整備された。交差点および電停への進入時、警告音とともに、「電車が来ます、ご注意ください」と音声が流れ、それに合わせて前面左端の青色LEDが高速点滅し注意を呼びかけるものである。尚、従来からの警笛も併用する。

## 車体塗装の変遷
新造時の車体塗装は、当時のボギー車の共通塗装である、下部をパープルブルー、上部をクリーム色、屋根部分をライトグリーンに塗ったものであった。その後ワンマンカー改造の際にクリーム色を基調とし紺色の帯を巻いた塗装に変わった。1980年代には帯の色を緑色に変えたものもあり、これらのクリーム色に紺色ないし緑色の帯を巻くのが半鋼製旧型車グループの標準塗装であった。標準塗装のほか一部に全面広告電車もあったが1980年代初めに消滅、以後は車体側面の一部に広告ペイントを施した「カラー電車」が走った（本形式では1351・1355号が該当）が、車体広告は1989年（平成元年）に一旦全廃された。
塗装ではないが、1978年（昭和53年）に第1回大会が開催された「火の国まつり」について、そのPRのため同年6月1日から祭りの最終日（8月13日）にかけて1352号・1356号の2両が装飾電車として運転された。運行はこの1年だけで、翌年からは1050形を改造した50形電動貨車による本格的な花電車の運行に切り替えられた。
1989年、熊本市制100周年を記念して1月4日から10月末にかけて1355号が「市制100周年号」として運転された。車体塗装は白地に赤い帯（リボン）を巻いたものであった。また市制100周年ならびに熊本市交通局開局65周年の記念事業の一環として市電塗装デザインコンテストが開催され、1351号と1080形1084号・1090形1093号・1200形1201号の4両がデザイン車両として同年9月23日から運転を開始した。そのうち1351号のデザインは車体下部に青と緑で沸きあがる雲を描いたものであった。

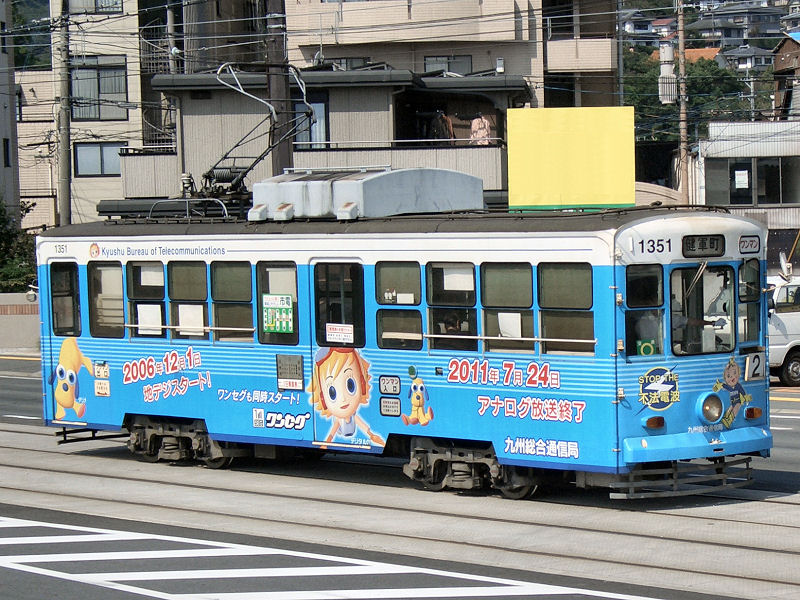
広告ラッピング電車の例（1351号・2006年）

翌1990年（平成2年）、半鋼製旧型車グループに1980年代導入の8200形・8500形に準じた、アイボリーに緑の帯を巻いた塗装の車両が出現した（第1号は1090形1097号）。この塗装がグループの標準色となり、本形式では1995年（平成7年）8月の1351号の塗り替えをもって1356号を除き標準色への統一が完了した。残る1356号は上半分を緑・下半分をアイボリーとし境目に赤色の帯を巻いた1992年度（平成4年度）の特別塗装であったが、これも2001年までに標準色へ変更されている。
塗装とは別に、熊本市電では1999年（平成11年）4月にフィルムラッピングによって全面広告電車が復活した。本形式についても広告電車として用いられることがある。

## 事故
- 2024年（令和6年）9月1日 - 熊本市中央区細工町の交差点で、祇園橋電停から熊本駅前電停へ向かい左折する1351号と直進しようとした乗用車が接触。電車は左側面前部を損傷した[42]。